# Ращена
Ращена (также Рощена) — река в России, протекает по Износковскому району Калужской области и Тёмкинскому району Смоленской области. Длина реки — 23 км. Площадь водосборного бассейна — 87,2 км².
Исток находится в селе Износки. Течёт сначала на юго-запад по частично заболоченной, частично поросшей лесом местности. Протекает через деревню Шатрищи. В селе Извольск выходит на открытую местность и поворачивает на запад. В низовьях протекает по северной окраине лесного массива и через село Захарово. Впадает в Ворю слева на высоте 152 метра над уровнем моря западнее деревни Савино в 23 км от устья.
Основной приток — Чёрный — впадает справа.

## Данные водного реестра
По данным государственного водного реестра России, Водохозяйственный участок: Угра от истока до устья. Бассейны притоков Оки до впадения р. Мокша.
Код водного объекта в государственном водном реестре — 09010100412210000021129.